# Ottoville (Ohio)
Ottoville es una villa ubicada en el condado de Putnam en el estado estadounidense de Ohio. En el Censo de 2010 tenía una población de 976 habitantes y una densidad poblacional de 468,12 personas por km².

## Geografía
Ottoville se encuentra ubicada en las coordenadas 40°56′2″N 84°20′15″O / 40.93389, -84.33750. Según la Oficina del Censo de los Estados Unidos, Ottoville tiene una superficie total de 2.08 km², de la cual 2.07 km² corresponden a tierra firme y (0.62%) 0.01 km² es agua.

## Demografía
Según el censo de 2010, había 976 personas residiendo en Ottoville. La densidad de población era de 468,12 hab./km². De los 976 habitantes, Ottoville estaba compuesto por el 97.54% blancos, el 0.61% eran afroamericanos, el 0% eran amerindios, el 0.61% eran asiáticos, el 0% eran isleños del Pacífico, el 0.92% eran de otras razas y el 0.31% pertenecían a dos o más razas. Del total de la población el 1.74% eran hispanos o latinos de cualquier raza.